# Gabriele Bongiorni
Gabriele Bongiorni (Chignolo Po, 16 maggio 1959) è un allenatore di calcio ed ex calciatore italiano, di ruolo centrocampista.

## Caratteristiche tecniche
Mezzala con compiti di regia o più spiccatamente offensivi, era dotato di buona tecnica di base con cui suppliva a un passo lento. In gioventù è stato paragonato per stile di gioco a Giacomo Bulgarelli.

## Carriera

### Giocatore
Inizia a giocare nell'Oratorio Stradella, passando poi a 16 anni nelle giovanili dell'Asti e quindi in quelle del Mantova. Nel 1977 viene acquistato dall'Alessandria, in Serie C: dopo una prima stagione di ambientamento, nel campionato di serie C1 1978-1979 si impone come uno dei migliori giovani della categoria, totalizzando 32 presenze e 5 reti.

Bongiorni (in piedi, terzo da sinistra) nell'Alessandria del 1978-1979

Nonostante diverse richieste da società di categoria superiore, resta in forza ai grigi anche per il campionato 1979-1980. La stagione è negativa per la squadra, che retrocede in Serie C2, e per lo stesso Bongiorni che accusa un vistoso calo di rendimento. A fine campionato lascia l'Alessandria per trasferirsi all'ambizioso Savona, in Serie C2, acquistato in sostituzione di Giorgio Bittolo che era la prima scelta del club ligure, e nonostante l'interessamento di diversi club di Serie B: in Liguria incappa in una nuova stagione deludente anche perché condizionato dallo svolgimento del servizio militare.

Bongiorni il 10 ottobre 1982, Varese-Arezzo

Nell'estate 1981 si trasferisce al Varese allenato da Eugenio Fascetti, che lo aveva richiesto già un anno prima. Con i lombardi esordisce in Serie B, il 13 settembre 1981 in Varese-Cremonese 1-0, e viene subito impiegato come titolare nella formazione che sfiora la promozione in Serie A, classificandosi al quarto posto. Resta nel sodalizio biancorosso fino alla stagione 1984-1985, quando con 15 reti si classifica al terzo posto della classifica marcatori del campionato dietro a Edi Bivi e Franco De Falco. Ciononostante, il Varese retrocede in Serie C1.
Viene quindi acquistato dalla Cremonese, appena retrocessa dalla massima serie. In grigiorosso disputa due campionati, offrendo un rendimento discontinuo, a causa di problemi di collocazione tattica e, nella seconda stagione, di un impiego a singhiozzo da parte di Bruno Mazzia. Dopo aver sfiorato la promozione agli spareggi nell'estate 1987, viene posto sul mercato al termine di un biennio deludente, e passa al neopromosso Catanzaro in cambio di Enrico Piccioni. Con la formazione calabrese manca per la terza volta la Serie A chiudendo al quarto posto il campionato 1987-1988. Nel settembre 1988 viene ingaggiato dall'Ascoli dell'allora presidente Costantino Rozzi, che gli offre la possibilità ormai insperata di esordire in Serie A a quasi 30 anni, nell'ambito di uno scambio con il difensore Carmelo Miceli. Fatica tuttavia ad imporsi come titolare fra i bianconeri collezionando 16 presenze nella stagione 1988-1989.
Posto tra i cedibili a fine stagione, accetta di trasferirsi al Trento, in Serie C1, e poi all'Oltrepò, con cui vince il proprio girone nel Campionato Interregionale 1991-1992 e i successivi spareggi-promozione contro il Crevalcore, oltre al Trofeo Jacinto disputato tra le cinque squadre promosse in Serie C2. Nel 1994 scende in Promozione con la Castellana di Castel San Giovanni, ottenendo il primo posto e la promozione nel campionato di Eccellenza; rimane nella squadra piacentina fino al 1998, con l'intermezzo di un ritorno all'Oltrepò nella stagione 1995-1996.
Gioca poi nel Bressana e nel Robbio, entrambe in Promozione, prima di concludere la carriera nelle file del Laveno Mombello, disputando il campionato di Seconda Categoria varesotta
In carriera, oltre alle 16 presenze in A, ha totalizzato 245 presenze e 32 reti in Serie B.

### Allenatore
Dopo una lunga carriera sulla panchina di numerose formazioni dilettantistiche e giovanili lombarde, il 29 luglio 2016 viene nominato vice di Ernestino Ramella sulla panchina del Varese, in Serie D, in sostituzione del dimissionario Massimiliano Caniato; il suo incarico si conclude in coincidenza con l'esonero di Ramella, deciso dalla società l'11 ottobre. Per la stagione 2017/2018 ha accettato l'incarico della società Lonate Ceppino, squadra di seconda categoria della provincia di Varese.
Nella stagione 2019/20 si trasferisce agli Eagles Caronno Varesino subentrando a pochi mesi dall'inizio del campionato poi sospeso per la pandemia COVID-19. Alla fine del campionato 2020/21, non disputato per la situazione sanitaria, non rinnova con la squadra della provincia varesotta. Nella stagione 2022/2023 è sulla panchina del Cantello Belfortese per la categoria Juniores Regionali B: la squadra si classifica all'ultimo posto al termine di un campionato da 23 sconfitte in 30 gare, con 121 gol subiti, e fa ritorno nella categoria provinciale.

## Palmarès

### Club

#### Competizioni nazionali
- Trofeo Jacinto: 1

Oltrepò: 1991-1992
- Campionato Interregionale: 1

Oltrepò: 1991-1992

#### Competizioni regionali
- Promozione: 2

Castellana: 1994-1995
Robbio: 1999-2000